# Arrigo Testa
Pour les articles homonymes, voir Testa.
Arrigo Testa (né à Lentini) était un poète italien actif en Sicile au XIIIe siècle, poète de l'école sicilienne.

## Biographie
Il est mentionné sur le manuscrit Canzoniere Vaticano Latino 3793 à la fin du chant Vostra orgogliosa ciera.

## Œuvre
L'unique chant de l'auteur qui est aujourd'hui trouvable est un chant sur le thème de l'amour dédié à Giacomo da Lentini.

## Source
- (it) Cet article est partiellement ou en totalité issu de l’article de Wikipédia en italien intitulé « Arrigo Testa » (voir la liste des auteurs).